# Peñón de Vélez de la Gomera
Pour les articles homonymes, voir Badis.
Le peñón de Vélez de la Gomera (en français rocher de Vélez de la Gomera) ou rocher de Badis (ou simplement Badis) pour les Marocains, est une presqu'île située sur la côte nord-africaine, à 260 km à l'ouest de Melilla et à 117 km au sud-est de Ceuta. Elle est possession de l'Espagne depuis 1564, après avoir été déjà occupée entre 1508 et 1522. 
Les militaires de la petite caserne du Cuerpo de Regulares de l'Armée de terre espagnole y habitent en permanence, cohabitant avec une centaine d'habitants.

## Géographie

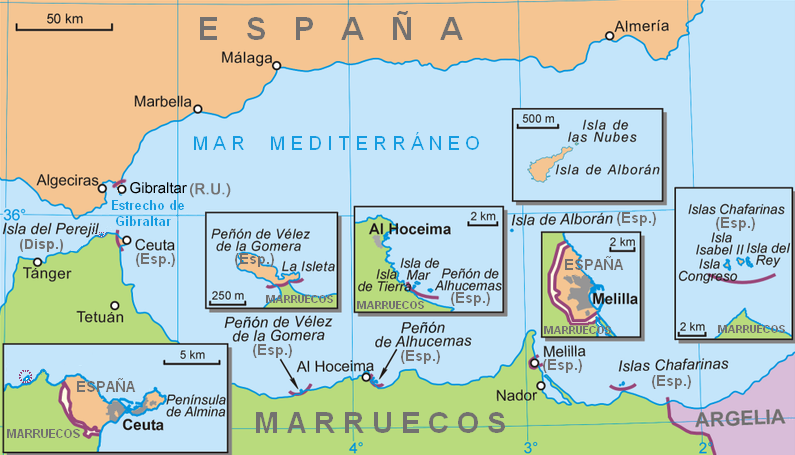
Les territoires espagnols en Afrique.

D'une superficie de 1,9 hectare, d'une altitude maximale de 87 mètres, c'est une presqu'île car, depuis un tremblement de terre survenu en 1930, elle est reliée au continent par un étroit banc de sable de 85 mètres de long.

## Histoire
Badis était une ville située sur la côte face au rocher (Peñón) à l'embouchure de l'oued Bades.
La ville s'est appelée Bades, elle correspond à la ville nommée Parietina dans l'Itinéraire d'Antonin. Elle est appelée ensuite Belis et Gomera. Ce dernier nom vient de la tribu berbère des Ghomaras (en arabe : ḡumāra, غمارة) du groupe des Masmoudas qui habite toujours la région.
Au Moyen Âge, la région est boisée et fournit le bois d'œuvre nécessaire à la construction navale. En 1162, l'émir almohade Abd al-Mumin donne l'ordre de fortifier les côtes, il fait mettre en chantier cent navires dans les ports de Tanger, Ceuta, Badis et les autres ports du Rif.
Du XIVe au XVIe siècle, la ville de Badis était le port de Fès. Dès 1415, le roi du Portugal Jean Ier dispute aux Castillans le contrôle des côtes de l'Afrique du Nord. En 1494, le traité de Tordesillas signé entre le roi Ferdinand le Catholique et la reine Isabelle la Catholique d'une part et le roi Jean II de Portugal d'autre part, laisse aux Portugais une entière liberté de manœuvre sur les côtes marocaines à l'ouest de Badis. Les Espagnols occupent Mellile en 1497 puis Badis.
Le peñón de Vélez de la Gomera fut occupé le 23 juillet 1508,,, par Pedro Navarro, qui procède à sa fortification. Le 20 décembre 1522, le commandant de la garnison, Juan de Villalobos, voyant approcher une flotte qu'il croyait d'Andalousie ouvre les portes du rocher et livre la ville à des navires envoyés par les Wattassides. À la fin d'octobre 1525, le futur vice-roi de Navarre, Luis Hurtado de Mendoza y Pacheco (es), Marquis de Mondéjar, a échoué dans son intention de récupérer le Peñón de Vélez de la Gomera. En juillet 1563, une nouvelle expédition sans succès est sous le commandement de Sancho de Leiva y Ladrón de Guevara.
En 1564, Philippe II roi d'Espagne est furieux contre les attaques des pirates turcs qui ont fait de Badis leur port d'attache. Ceux-ci venaient de pousser l'audace jusqu'à attaquer Valence. En septembre de cette même année, il lance une attaque contre la garnison de 150 Turcs qui sont massacrés et la ville détruite.
Au début du XXe siècle, le rocher était habité par près de 400 personnes (bagnards compris) et comptait plusieurs commerces (on ne recensait pas moins de cinq cafés et échoppes).
Dans la matinée du 29 août 2012, quatre militants marocains du Comité National pour la libération de Ceuta et Melilla se sont infiltrés sur le rocher en brandissant des drapeaux marocains ; ils ont été tous arrêtés et libérés dans l’après-midi de la même journée.

## Le filmBadis
Le site sert de décor au film marocain Badis de Mohamed Abderrahman Tazi réalisé en 1989,.